# Peli Alzola
Peli Alzola (* 10. Oktober 1994 in New York City) ist eine ehemalige Leichtathletin aus Trinidad und Tobago, die sich auf den Sprint spezialisiert hat.

## Sportliche Laufbahn
Erste internationale Erfahrungen sammelte Peli Alzola bei den CARIFTA Games 2013 in Nassau, bei denen sie mit der trinidadisch-tobagischen 4-mal-100-Meter-Staffel in 45,71 s die Bronzemedaille in der U20-Altersklasse gewann. Im selben Jahr begann sie ein Studium an der Mississippi State University und 2015 gewann sie bei den NACAC-Meisterschaften in San José mit der Staffel in 44,24 s gemeinsam mit Kamaria Durant, Reyare Thomas und Lisa Wickham die Bronzemedaille hinter den Teams aus den Vereinigten Staaten und Puerto Rico. 2017 beendete sie ihr Studium und damit auch ihre aktive sportliche Karriere.

## Persönliche Bestzeiten
- 100 Meter: 11,61 s (+1,8 m/s), 16. Mai 2015 in El Paso
  - 60 Meter (Halle): 7,53 s, 6. Februar 2015 in South Bend